# العلاقات الإكوادورية السورية
العلاقات الإكوادورية السورية هي العلاقات الثنائية التي تجمع بين الإكوادور وسوريا.

## مقارنة بين البلدين
هذه مقارنة عامة ومرجعية للدولتين:
| وجه المقارنة                                              | الإكوادور                      | سوريا                    |
| --------------------------------------------------------- | ------------------------------ | ------------------------ |
| المساحة (كم2)                                             | 283.56 ألف                     | 185.18 ألف               |
| عدد السكان (نسمة)                                         | 16.62 مليون                    | 18.27 مليون              |
| الكثافة السكانية (ن./كم²)                                 | 58.61                          | 98.66                    |
| العاصمة                                                   | كيتو                           | دمشق                     |
| اللغة الرسمية                                             | اللغة الإسبانية، كيشوا ‏، شوار ‏ | اللغة العربية            |
| العملة                                                    | دولار أمريكي، سوكري إكوادوري   | ليرة سورية               |
| الناتج المحلي الإجمالي (بليون دولار)                      | 103.06 مليار                   | 60.20 مليار              |
| الناتج المحلي الإجمالي (تعادل القوة الشرائية) بليون دولار | 185.24 مليار                   |                          |
| الناتج المحلي الإجمالي الاسمي للفرد دولار أمريكي          | 6.21 ألف                       |                          |
| الناتج المحلي الإجمالي للفرد دولار أمريكي                 | 11.37 ألف                      |                          |
| مؤشر التنمية البشرية                                      | 0.746                          | 0.594                    |
| رمز المكالمات الدولي                                      | +593                           | +963                     |
| رمز الإنترنت                                              | .ec                            | .sy                      |
| المنطقة الزمنية                                           | 00                             | ت ع م+02:00، ت ع م+03:00 |

## منظمات دولية مشتركة
يشترك البلدان في عضوية مجموعة من المنظمات الدولية، منها:
| علم المنظمة | اسم المنظمة                        | تاريخ انضمام الإكوادور | تاريخ انضمام سوريا |
| ----------- | ---------------------------------- | ---------------------- | ------------------ |
|             | مؤسسة التنمية الدولية              | 7 نوفمبر 1961          | 28 يونيو 1962      |
|             | يونسكو                             | 22 يناير 1947          | 16 نوفمبر 1946     |
|             | وكالة ضمان الاستثمار متعدد الأطراف | 12 أبريل 1988          | 14 مايو 2002       |
|             | الأمم المتحدة                      | 21 ديسمبر 1945         | 24 أكتوبر 1945     |
|             | الاتحاد البريدي العالمي            | ?                      | ?                  |
|             | البنك الدولي للإنشاء والتعمير      | 28 ديسمبر 1945         | 10 أبريل 1947      |
|             | المنظمة الهيدروغرافية الدولية      | ?                      | ?                  |
|             | الاتحاد الدولي للاتصالات           | 17 أبريل 1920          | 12 يناير 1924      |
|             | منظمة حظر الأسلحة الكيميائية       | ?                      | ?                  |
|             | مؤسسة التمويل الدولية              | 20 يوليو 1956          | 28 يونيو 1962      |
|             | منظمة الشرطة الجنائية الدولية      | ?                      | ?                  |

## وصلات خارجية
- موقع وزارة الخارجية الإكوادورية